# جی‌میل
جی‌میل (انگلیسی: Gmail) یک سرویس رایانامه رایگان است که توسط گوگل ساخته شده‌است. نسخه آزمایشی گوگل در ۱ آوریل ۲۰۰۴ ارائه شد، به این صورت که هر کاربر می‌توانست با دریافت دعوت‌نامه از کاربری دیگر که دارای حساب جی‌میل بود دارای حساب رایانامه شود و از خدمات آن استفاده کند. این سرویس در ۷ فوریه ۲۰۰۷ برای عموم آزاد شد و نیازی به دعوت‌نامه برای عضویت نبود و در ۷ ژوئیه ۲۰۰۹ از حالت آزمایشی بیرون آمد، که در آن زمان دارای ۱۴۶ میلیون کاربر در هر ماه بود.

## تاریخچه
این سرویس اولین سرویس رایانامه در جهان بود که یک گیگابایت فضا به کاربرانش می‌داد، و همچنین اولین سرویسی بود که همه نامه‌هایی که بین دو شخص رد و بدل می‌شد را به صورت قطاری و پشت سر هم (Thread) مانند نوشته‌های داخل یک تالار گفتگو نشان می‌داد.
از تاریخ ۲۸ آوریل ۲۰۱۲ جی‌میل ۱۰۲۴۰ مگابایت فضا (که قبلاً ۷۴۰۰ مگابایت بود) به کاربرانش داد، و کاربران با پرداخت سالانهٔ ۰٫۲۵ دلار به ازای هر گیگابایت، قادرند این فضا را به ۲۰ گیگابایت تا ۱۶ ترابایت افزایش دهند.
به علاوه برنامه‌نویسان، جی‌میل را به واسطه پیشگام بودن آن در استفاده از ای‌جکس، که تکنیکی در برنامه‌نویسی است که به کاربران اجازه می‌دهد که محتویات یک صفحه وب را بدون دوباره نوسازی آن (Refresh) مشاهده کنند، می‌شناسند. یکی از انتقادهایی که از جی‌میل شده‌است، پتانسیل قوی آن برای افشای داده‌های کاربر است، و این خطری است که احتمال می‌رود این داده‌ها با بسیاری از برنامه‌های وب آنلاین ارتباط داده شده شوند. استیو بالمر (مدیرعامل مایکروسافت)، لیز فیگروا، مارک راش و ویراستاران گوگل واچ به این موضوع عقیده دارند، در حالی که گوگل ادعا می‌کند که نامه‌هایی که با جی‌میل فرستاده می‌شوند هیچ‌گاه توسط شخصی دیگر خوانده نمی‌شوند.

### امکان گپ
جی‌میل با استفاده از ابزارهای برنامه‌نویسی آژاکس و جاوااسکریپت امکان گفتگوی فوری با افراد درون لیست ارتباطی کاربر را فراهم کرده‌است. این گفتگو در داخل همان پنجرهٔ مرورگر می‌تواند صورت گیرد. در واقع توانسته امکانات پیام‌رسان فوری را به صفحهٔ وب میل منتقل کند. به تازگی جی‌میل امکان گپ گروهی و همچنین گپ با کاربران اِی‌اواِل را نیز فراهم کرده‌است.

## فهرست تماس‌ها
گوگل در سرویس رایانامه خود تغییری صورت داده‌است که امکان کنترل فهرست تماس‌ها را برای کاربرانش فراهم می‌کند. پیش از این جی‌میل نشانی همه رایانامه‌های جدید را به صورت خودکار به فهرست تماس‌های کاربر افزوده می‌کرد. این کار به به نشانی‌های رایانامه اجازه می‌داد که به هنگام نوشته‌شدن یک پیام جدید به صورت خودکار کامل شده و کاربران را از به خاطر سپردن آن‌ها یا جستجو در فهرست تماس‌های‌شان آسوده می‌کرد.
گوگل اکنون دسته جدیدی به نام تماس‌های پیشنهادی ایجاد کرده‌است که در قسمت «My Contacts» قرار می‌گیرد و نشانی رایانامه ارسال‌کنندگان آن در تماس پیشنهادی قرار می‌گیرد. کاربران می‌توانند به جی‌میل اجازه دهند تا این نشانی‌ها را به صورت خودکار به فهرست تماس‌های اصلی‌شان ارسال کنند.

## مشکل فنی
گوگل در تاریخ ۱ مارس ۲۰۱۱ اعلام داشت که در حال بررسی یک مشکل نفوذپذیری در سرویس جی‌میل می‌باشد که رایانامه‌ها، پیوست‌ها و گفتگوهای گوگل کاربران را حذف می‌کند. این باگ، برخی از حساب‌های کاربران را بازنشانی می‌کند و یک پیام خوشامد را به آن‌ها نمایش می‌دهد. به گفتهٔ گوگل این باگ تنها بر کمتر از ۰٫۰۸ درصد کل کاربران گوگل اثر گذاشته‌است، اما این مقدار برابر ۱۵۰۰۰۰ حساب کاربری است که عدد کوچکی نمی‌باشد. گوگل اعلام کرد کابران تأثیرپذیرفته از این باگ، موقتاً امکان ورود به حساب خود را ندارند. برای آن دسته‌ای که بخشی از داده‌های خود را از دست داده‌اند، تیم مهندسان گوگل در حال کار و بازیابی و ذخیره مجدد آن داده‌ها می‌باشند.
از بعد از این سال بود که گوگل شروع به اجرای اصلاحات اساسی هم در الگوریتم های سرچ خود و هم در الگوریتم های ارسال و دریافت ایمیل کرد. یکی از تغییرات مهمی که در جیمیل ایجاد شد، این بود که سیستم مدیریت ایمیل های کاربر به بخش های مختلفی از جمله Primary، Socail و Promotions تقسیم شد. بعد از آنها تب Updates نیز به جیمیل اضافه شد. به این ترتیب الگوریتم های جیمیل توانستند با روش های جدیدی به تقسیم بندی ایمیل ها و تشخیص ایمیل های اسپم از ایمیل های صحیح بپردازند که این خود به کاهش حملات هکری و فیشینگ منجر شد.